# Ulica Tadeusza Kościuszki w Rzeszowie
Ulica Tadeusza Kościuszki w Rzeszowie (dawniej Farna) − jedna z ulic starego miasta, łączy ulicę 3 Maja z ulicą J. Słowackiego, prowadząca od kościoła farnego w Rzeszowie w kierunku rzeszowskiego rynku.

## Historia
Niemal od początków istnienia tej ulicy, z racji jej położenia, była ona nazywana "ulicą Farną". Dopiero w 1894 roku, roku odsłonięcia pomnika Tadeusza Kościuszki, wbrew opinii, ulica ta otrzymała miano Tadeusza Kościuszki, i pod taką nazwą funkcjonuje do czasów współczesnych. 
Franciszek Kotula uważa ulicę Kościuszki za najstarszą w całym mieście. 
Za czasów okupacji niemieckiej, ulica ta nazywana była "Rathausstrasse" (niem. ulica Ratuszowa).